# Szlovák Takarékpénztár

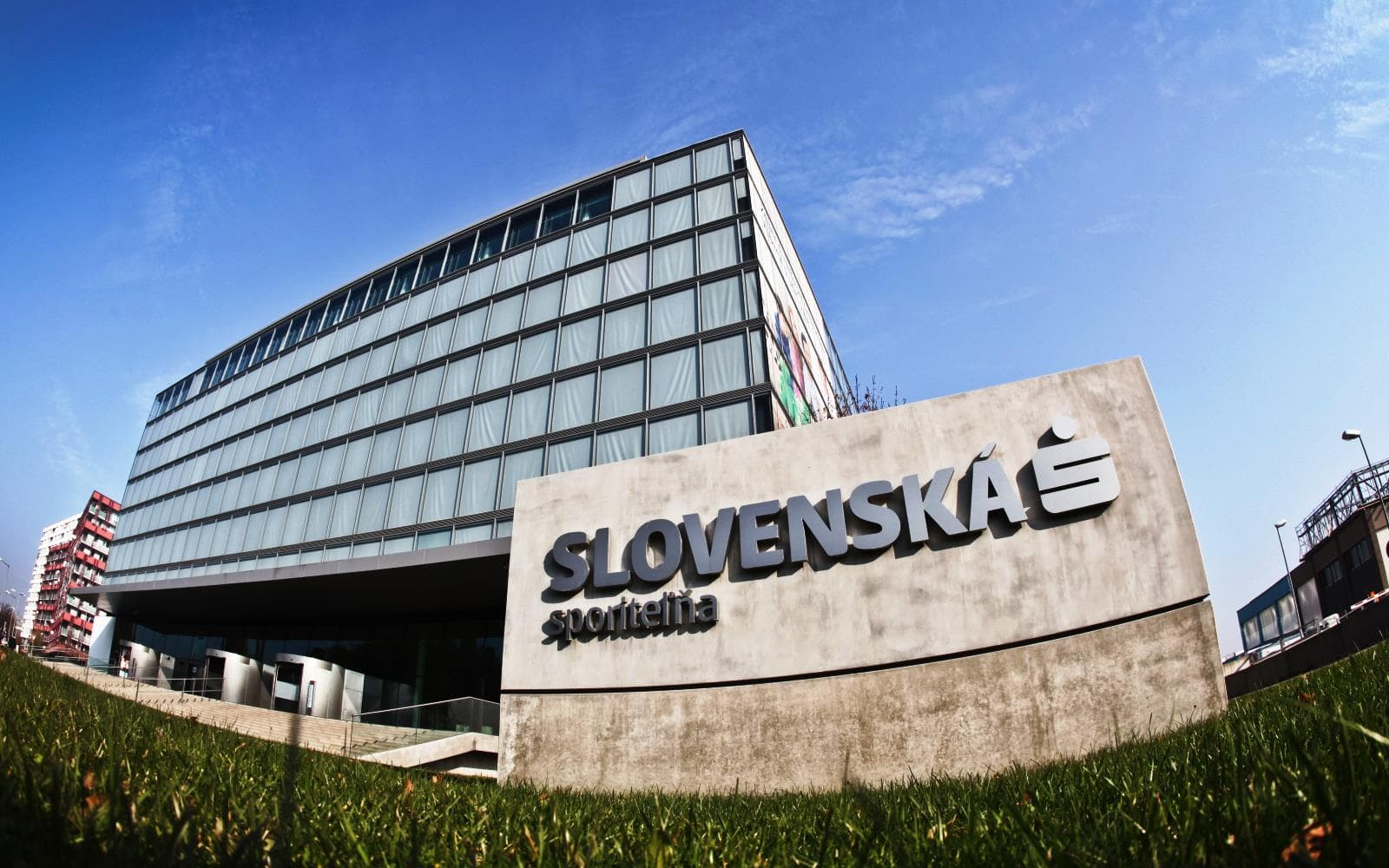
Szlovák Takarékpénztár központja

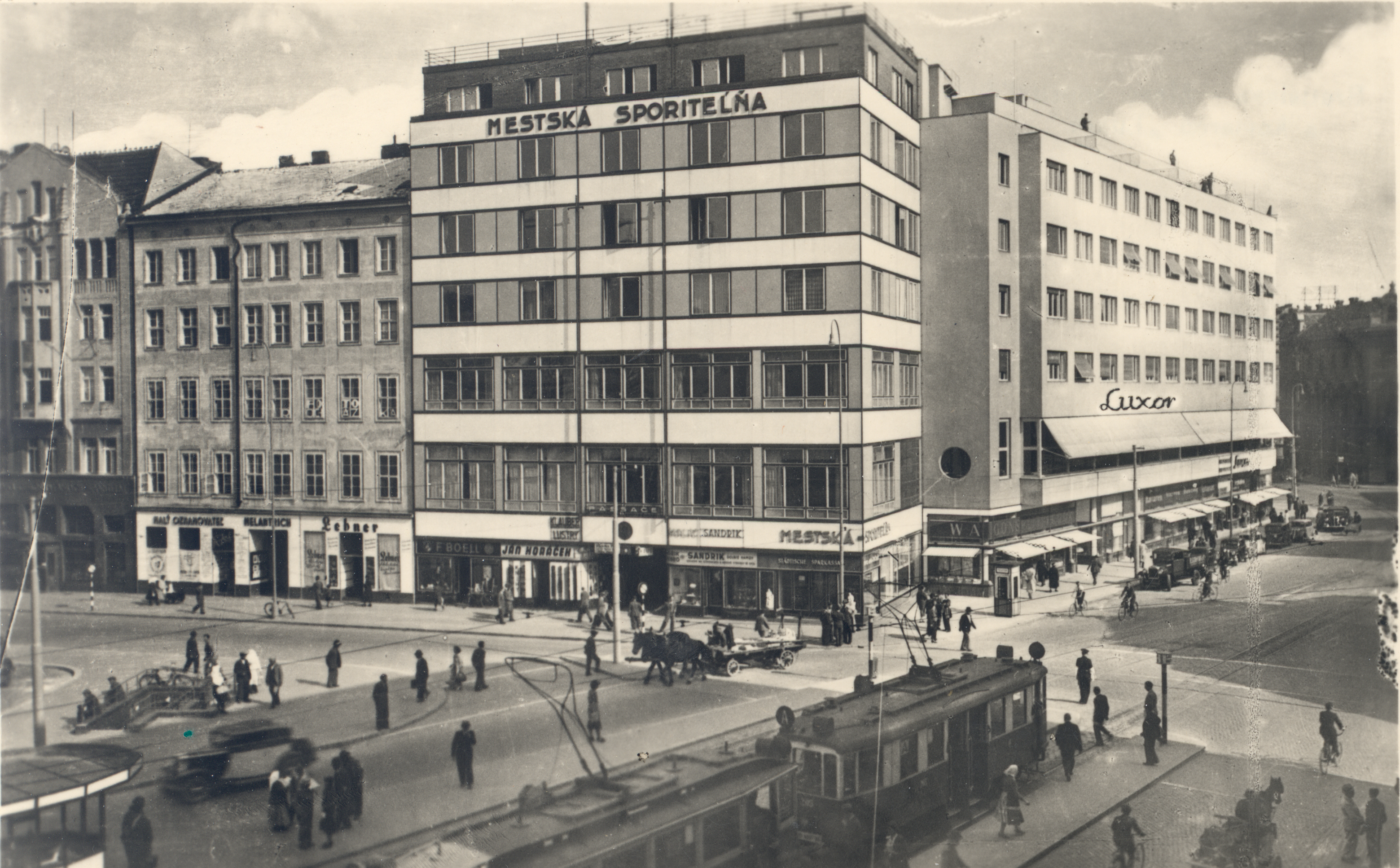
A Városi Takarékpénztár történelmi épülete

A Szlovák Takarékpénztárt (szlovákul Slovenská sporiteľna, röviden: SLSP) 1825-ben alapították Szlovákia első takarékintézményeként. A pozsonyi Die Erste oesterreichische Spar-Casse ágainak fokozatos megváltoztatása hozta létre. Jelenleg több mint 2,3 millió ügyféllel Szlovákia egyik legnagyobb bankja. Régóta vezető szerepet tölt be az aktívák, lakossági hitelek, betétek, kibocsátott bankkártyák, az értékesítési pontok száma és az ATM területén. Átfogó szolgáltatásokat kínál majdnem 250 fiókban és 17 regionális vállalati központban. Az ügyfeleknek több mint 760 ATM áll rendelkezésre Szlovákiában.

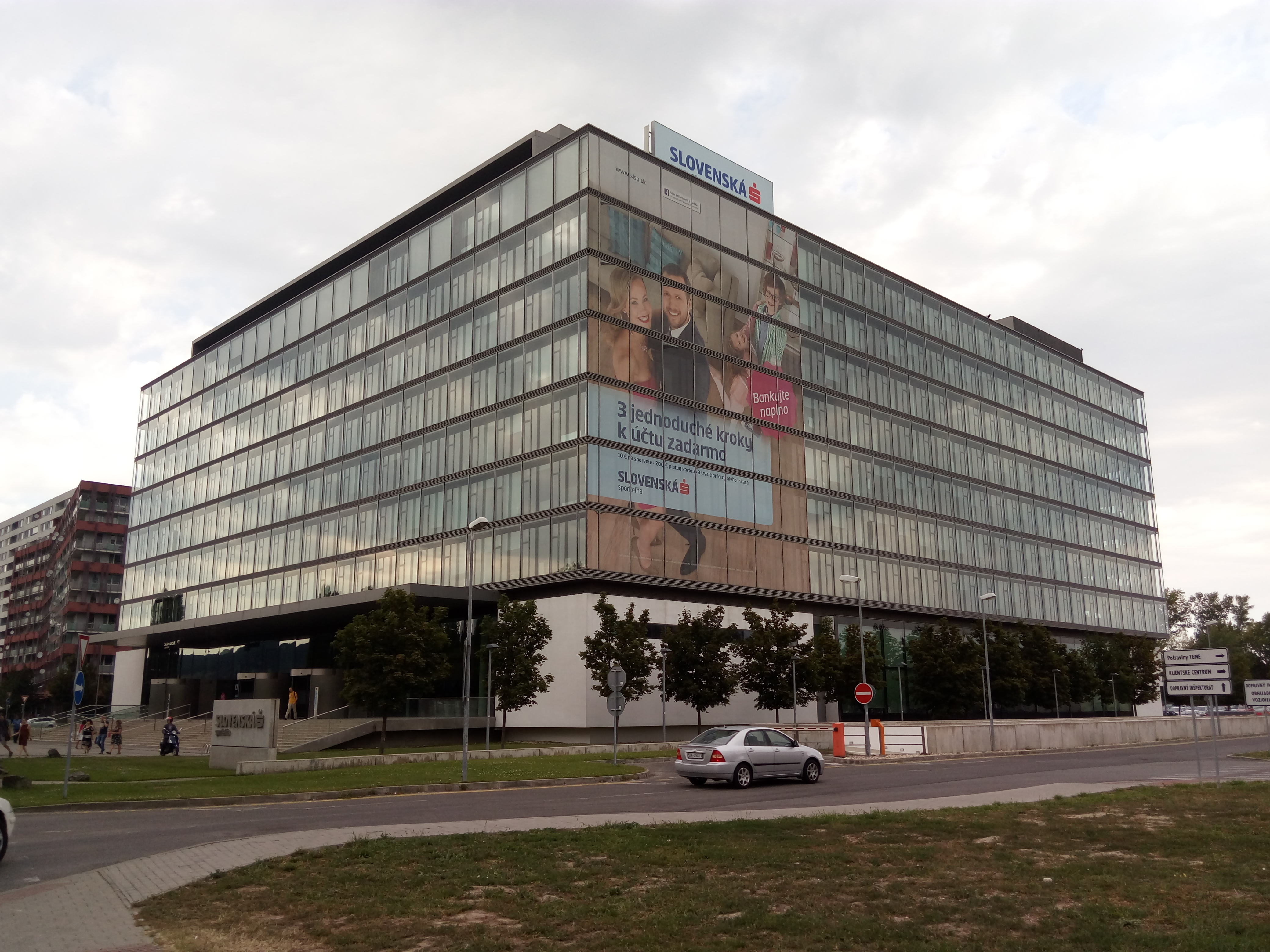
Székhely a pozsonyi Tomášik utca 48. szám alatt

2001 óta a Szlovák Takarékpénztár az Erste Group tagja.

## Fordítás
Ez a szócikk részben vagy egészben  a   Slovenská sporiteľňa című szlovák Wikipédia-szócikk ezen változatának fordításán alapul.  Az eredeti cikk szerkesztőit annak laptörténete sorolja fel. Ez a jelzés csupán a megfogalmazás eredetét és a szerzői jogokat jelzi, nem szolgál a cikkben szereplő információk forrásmegjelöléseként.